# Reichenau im Mühlkreis
Reichenau im Mühlkreis là một đô thị thuộc huyện Urfahr-Umgebung thuộc bang Oberösterreich, Áo. Đô thị Reichenau im Mühlkreis có diện tích 10 km², dân số thời điểm năm 2006 là 1203 người.